# Lustmoord
Een lustmoord is een moord waarachter een seksueel motief steekt. Vaak gaat het gepaard met verkrachting, mutilatie van het lichaam van het slachtoffer (met name de genitaliën), amputatie (wederom meestal de genitaliën), penetratie met objecten, kannibalisme of necrofilie.
In veel gevallen heeft de dader een (seksuele) obsessie voor het slachtoffer. Voor het tot de daadwerkelijke moord komt stalken daders vaak hun slachtoffers enige tijd. De signatuur van de daders is datgene dat de moord een lustmoord maakt: bij het doden leven ze een fantasie uit die ze hebben over het slachtoffer. Veel seriemoordenaars zijn tevens lustmoordenaars.
Wanneer de uitdrukking breder wordt gebruikt omvat het tevens moorden waarbij de dader seksuele bevrediging haalt uit het moorden zelf, of voortdurend seksuele fantasieën heeft over het begaan van een moord. In dit geval is sprake van een parafilie.
Zogenoemde snuff-seks kan gezien worden als een sadistische ondervorm van necrofilie, waarbij men seksuele bevrediging haalt uit het begaan van lustmoorden. Er gaan broodje-aapverhalen rond over snuff-films die voor grof geld worden verkocht, maar daadwerkelijke snuff-films zijn nog niet aangetroffen.

## Bekende lustmoordenaars
- Jerry Brudos
- Ted Bundy
- Richard Trenton Chase
- Jeffrey Dahmer
- John Wayne Gacy
- Ed Gein
- Fritz Haarmann
- Jack the Ripper
- Andrej Tsjikatilo